# Gołowinskaja (obwód iwanowski)
Gołowinskaja (ros. Головинская) – wieś (dieriewnia) w Rosji, w obwodzie iwanowskim, w rejonie kinieszemskim. W 2010 liczyła 143 mieszkańców.